# 3873-as busz
A 3873-as jelzésű autóbuszvonal Sárospatak és környéke egyik regionális autóbusz-járata, melyet a Volánbusz Zrt. lát el a város vasútállomása és Révleányvár között.

## Közlekedése
A járat a Borsod-Abaúj-Zemplén vármegyei sárospataki járás székhelyének, Sárospataknak a forgalmas vasútállomását (az érkező és induló vonatokhoz csatlakozást kap és ad) köti össze a Bodrogközben található Révleányvárral, egyes indításai Bodroghalomra és Ricsére is betérnek. Révleányvárig csak kevés indítás megy el, több indítása is Pácinban végállomásozik. Napi fordulószáma viszonylag alacsonynak mondható.

## Megállóhelyei
| 0  | Sárospatak, vasútállomás végállomás | 58 | 1449, 3729, 3869, 3870, 3871, 3872, 3875, 3878, 3879, 3880, 3881, 3882, 3883, 3884, 3885, 3886, 3888, 3923, 3930 személyvonat, sebesvonat, IC |
| 1  | Sárospatak, Bodrog Áruház           | 57 | 1449, 3729, 3869, 3872, 3875, 3878, 3879, 3880, 3881, 3882, 3883, 3884, 3885, 3886, 3888, 3923                                                |
| 2  | Sárospatak, téglagyár               | 56 | 3872, 3875, 3878, 3879, 3880, 3888, 3923 |
| 3  | Halászhomoki elágazás               | 55 | 3872, 3875, 3878, 3879, 3880, 3888, 3923 |
| 4  | Halászhomok, autóbusz-váróterem     | 54 | 3872, 3875, 3880 |
| 5  | Vajdácska, autóbusz-váróterem       | 53 | 3872, 3875 |
| 6  | Vajdácska, községháza               | 52 | 3872, 3875 |
| 7  | Vajdácska, Petőfi Sándor utca 2.    | 51 | 3872, 3875 |
| 8  | Bodroghalmi elágazás                | 50 | 3872, 3875, 3920, 3923, 3924, 3925 |
| 9  | Bodroghalom, felső                  | 49 | 3872, 3875, 3920, 3923, 3925 |
| 10 | Bodroghalom, temető                 | 48 | 3872, 3875, 3920, 3923, 3925 |
| 11 | Bodroghalom, községháza             | 47 | 3872, 3875, 3920, 3923, 3925 |
| 12 | Bodroghalom, Szabadság utca 45.     | 46 | 3872, 3875, 3920, 3923, 3925 |
| 13 | Bodroghalom, alsó                   | 45 | 3872, 3875, 3920, 3923, 3925 |
| 14 | Bodroghalom, Szabadság utca 45.     | 44 | 3872, 3875, 3920, 3923, 3925 |
| 15 | Bodroghalom, községháza             | 43 | 3872, 3875, 3920, 3923, 3925 |
| 16 | Bodroghalom, temető                 | 42 | 3872, 3875, 3920, 3923, 3925 |
| 17 | Bodroghalom, felső                  | 41 | 3872, 3875, 3920, 3923, 3925 |
| 18 | Bodroghalmi elágazás                | 40 | 3872, 3875, 3920, 3923, 3924, 3925 |
| 19 | Karos, Nemzeti Emlékpark            | 39 | 3872, 3920, 3923, 3924, 3925 |
| 20 | Karos, autóbusz-váróterem           | 38 | 3872, 3920, 3923, 3924, 3925 |
| 21 | Karos, felső bejárati út            | 37 | 3872, 3920, 3923, 3924, 3925 |
| 22 | Becskedtanya                        | 36 | 3872, 3920, 3923, 3924, 3925 |
| 23 | Karcsa, takarékszövetkezet          | 35 | 3872, 3920, 3923, 3924, 3925 |
| 24 | Karcsa, községháza                  | 34 | 3872, 3920, 3923, 3924, 3925 |
| 25 | Karcsa, Kossuth utca                | 33 | 3872, 3920, 3923, 3924, 3925 |
| 26 | Pácin, Köböltó utca 14.             | 32 | 3872, 3920, 3923, 3924, 3925 |
| 27 | Pácin, Várkastély                   | 31 | 3872, 3920, 3923, 3924, 3925 |
| 28 | Pácin, posta                        | 30 | 3872, 3920, 3923, 3924, 3925 |
| 29 | Pácin, Mogyorósi utca               | 29 | 3872, 3920, 3923, 3924, 3925 |
| 30 | Cigándi útelágazás                  | 28 | 3872, 3920, 3923, 3924, 3925 |
| 31 | Kisbelsőtanya                       | 27 | 3872, 3920, 3923, 3924, 3925 |
| 32 | Nagyrozvágy, autóbusz-váróterem     | 26 | 3872, 3920, 3923, 3924, 3925 |
| 33 | Nagyrozvágy, községháza             | 25 | 3872, 3920, 3923, 3924, 3925 |
| 34 | Kisrozvágy, vegyesbolt              | 24 | 3872, 3920, 3923, 3924, 3925 |
| 35 | Semjén, Újfalu                      | 23 | 3872, 3923, 3924, 3925 |
| 36 | Semjén, Ady Endre utca 16.          | 22 | 3872, 3923, 3924, 3925 |
| 37 | Semjén, ricsei elágazás             | 21 | 3872, 3879, 3923, 3924, 3925 |
| 38 | Semjén, Rákóczi utca 4.             | 20 | 3872, 3879, 3923, 3924, 3925 |
| 39 | Ricse, Újtelep                      | 19 | 3872, 3879, 3923, 3924, 3925 |
| 40 | Ricse, óvoda                        | 18 | 3872, 3879, 3923, 3924, 3925 |
| 41 | Ricse, vegyesbolt                   | 17 | 3872, 3878, 3879, 3887, 3923, 3924, 3925 |
| 42 | Ricse, óvoda                        | 16 | 3872, 3879, 3923, 3924, 3925 |
| 43 | Ricse, Újtelep                      | 15 | 3872, 3879, 3923, 3924, 3925 |
| 44 | Semjén, Rákóczi utca 4.             | 14 | 3872, 3879, 3923, 3924, 3925 |
| 45 | Semjén, ricsei elágazás             | 13 | 3872, 3879, 3923, 3924, 3925 |
| 46 | Semjén, felső                       | 12 | 3879, 3923, 3925 |
| 47 | Lácacséke, tűzoltószertár           | 11 | 3879, 3923, 3925 |
| 48 | Lácacséke, községháza               | 10 | 3879, 3923, 3925 |
| 49 | Lácacséke, monyhai elágazás         | 9  | 3879, 3925 |
| 50 | Dámóc, autóbusz-váróterem           | 8  | 3879, 3925 |
| 51 | Dámóc, újfalu                       | 7  | 3879, 3925 |
| 52 | Őrhegyi elágazás                    | 6  | 3879, 3925 |
| 53 | Zemplénagárd, vegyesbolt            | 5  | 3879, 3925 |
| 54 | Zemplénagárd, Fő utca 61.           | 4  | 3879, 3925 |
| 55 | Zemplénagárd, községháza            | 3  | 3879, 3925 |
| 56 | Zemplénagárd, Révleányvári utca 54. | 2  | 3879, 3925 |
| 57 | Révleányvár, Szőlőhomok             | 1  | 3879, 3925 |
| 58 | Révleányvár, Fő tér végállomás      | 0  | 3872, 3878, 3879, 3887, 3924, 3925 |